# Conrad de Gelnhausen
Conrad de Gelnhausen (Gelnhausen, c.1320/25 - Heidelberg, 13 d'abril de 1390) fou un teòleg i canonista alemany, i un dels primers teòrics del conciliarisme a finals del segle xiv.
No es disposa de gaire informació sobre la seva vida. Fins als vint anys, aproximadament, havia voltat per diversos llocs d'Alemanya, si més no pel que es pot deduir de les seves prebendes. Va estudiar a la Sorbona, d'on en va sortir batxiller el 1344, després a la Universitat de Bolonya (1369) i altre cop a la de París, on es va doctorar en teologia el 1381.
El 1359 era canonge de Magúncia, i el 1380 tenia un càrrec a la catedral.
Va participar en els debats per trobar una via de sortida al cisma d'Occident de 1378 amb els seus escrits, on feia una crida a la celebració d'un concili general. Aquesta idea va ser represa per altres teòlegs, com ara Enric de Langenstein.

## Obres
- Epistola brevis (1379)
- Epistola concordiae (1380)